# アレコ・エスカンダリアン
アレコ・エスカンダリアン（Alecko Eskandarian、1982年7月9日 ）は、アメリカ合衆国ニュージャージー州出身の元サッカー選手。ポジションはFW。
父親であるアンドラニク・エスカンダリアンは、イラン代表として、ワールドカップ出場を経験しているプロサッカー選手であった。

## 経歴
大学サッカー界では、優秀な成績を残し2003年のMLSスーパードラフトで、D.C. ユナイテッドから指名を受けプロサッカー選手としてのキャリアをスタートさせる。2003年には3ゴール2アシストと結果を残せなかったが、2004年シーズンは、10ゴール2アシストでチームに貢献、その年のMLSカップでは、2ゴールとチームの勝利に貢献した。
しかし、2005年シーズン中に、相手キーパーとの接触で頭部を強打、シーズンを棒に振ってしまう。
リハビリからあけた2006年シーズン途中から移籍が決まり、2007年シーズンにはトロントFCで再スタートをきる予定であったが、2007年シーズン前にジェフ・カニンガムとの交換トレードでレアル・ソルトレイクに移籍。
2008年1月18日、2008MLS SuperDraftでチーヴァス・USAに移籍した。
2009年7月1日、ロサンゼルス・ギャラクシーに移籍した。

## 代表歴
- オリンピックUSA代表
  - アテネオリンピック（地区予選で敗退し本選出場ならず）
- USA代表 （2003年5月27日、ウェールズ戦で代表デビュー）